# Double Vision (album de Foreigner)
Pour les articles homonymes, voir Double Vision.
Albums de Foreigner
Foreigner
(1977) Head Games
(1979)
Singles
1. Hot Blooded
Sortie : Juin 1978
2. Double Vision
Sortie : Septembre 1978
3. Blue Morning, Blue Day
Sortie : Janvier 1979
4. Love Has Taken Its Toll
Sortie : 1979

Double Vision est le deuxième album studio du groupe de rock britannico-américain Foreigner, sorti le 20 juin 1978.
L'album s'est classé 3e au Billboard 200. Il a été certifié septuple disque de platine aux États-Unis par la Recording Industry Association of America (RIAA) et double disque de platine au Canada.

## Liste des titres
| 1. | Hot Blooded (en)            | 4:29 |
| 2. | Blue Morning, Blue Day (en) | 3:12 |
| 3. | You're All I Am             | 3:24 |
| 4. | Back Where You Belong       | 3:15 |
| 5. | Love Has Taken Its Toll     | 3:35 |

| 1. | Double Vision (en)    | 3:44 |
| 2. | Tramontane            | 3:55 |
| 3. | I Have Waited So Long | 4:06 |
| 4. | Lonely Children       | 3:37 |
| 5. | Spellbinder           | 4:49 |

| 11. | Hot Blooded (Live at Anaheim, 1982) | 6:57 |
| 12. | Love Maker (Live at Chicago, 1977)  | 6:48 |

## Personnel
- Lou Gramm – Chant
- Mick Jones – Guitare, piano, chant sur 4 & 8; production, mixing
- Ian McDonald – Guitares, claviers, flûtes, chœurs production, mixing
- Al Greenwood – Claviers
- Ed Gagliardi – Basse, chœurs
- Dennis Elliott – Batterie